# 康彥民 (明朝)
康彥民（？—？），江西泰和人，明朝官员，進士出身。

## 生平
洪武二十六年（1393年），康彥民中舉人。次年，聯捷進士。先擔任青田知縣，之後調往儀真縣，又調巴陵、天台，永樂初年罷免歸鄉。洪熙元年（1425年），御史巡按至天台時，天台縣民二百餘人均稱道彥民廉公，乞求他重返天台。御史回朝后彙報，明宣宗聽後感歎：“彥民離去天台有二十餘年了，百姓仍然懷念他，其善政可知。”於是啟用為江寧縣丞。